# Členitev po aktualnosti
Členitev po aktualnosti ali perečnosti je eno od načel prostega besednega reda v povedi: v enostavčni povedi ali podredju je najprej bolj znani ali že dani del, ki ga imenujemo izhodišče ali tema, nato pa sledi neznani, novi del, jedro oziroma rema. Sporočilno težišče (rema) je bistvena in zato najpomembnejša sestavina vsakega sporočila. V nezaznamovanih pripovednih stavčnih povedih se vedno postavi na koncu povedi, za izhodiščem.

### Primer
Srednji napadalec je bil naš Igor. (izhodišče: srednji napadalec, jedro: naš Igor)
Pri dopolnjevalnih vprašanjih je jedro na začetku:

Kdo je bil srednji napadalec?